# Lewan Sanadze
Lewan Georgijewicz Sanadze gruz. ლევან სანაძე, ros. Леван Георгиевич Санадзе (ur. 16 sierpnia 1928 w Tbilisi, zm. 22 sierpnia 1998 w Moskwie) – gruziński lekkoatleta startujący w barwach ZSRR, sprinter, medalista olimpijski i mistrz Europy.
Na mistrzostwach Europy w 1950 w Brukseli zdobył wraz z kolegami (byli to: Władimir Suchariew, Lew Kalajew i Nikołaj Karakułow) złoty medal w sztafecie 4 × 100 metrów. Sanadze biegł na 3. zmianie. Wystąpił na tych mistrzostwach także w biegu na 200 metrów, ale odpadł w półfinale.
Podczas igrzysk olimpijskich w 1952 w Helsinkach Sanadze startował w biegu na 100 metrów (odpadł w eliminacjach), biegu na 200 metrów (odpadł w ćwierćfinale) oraz w sztafecie 4 × 100 metrów. Sztafeta (w składzie: Boris Tokariew, Kalajew, Sanadze i Suchariew) zdobyła srebrny medal po zaciętej walce ze sztafetą Stanów Zjednoczonych.
Na mistrzostwach Europy w 1954 w Bernie Sanadze odpadł w eliminacjach biegu na 100 metrów, ale w sztafecie 4 × 100 metrów (Tokariew, Wiktor Riabow, Sanadze i Łeonid Barteniew) zdobył brązowy medal.
Był wicemistrzem akademickich mistrzostw świata (UIE) w biegu na 100 metrów w 1953 i 1954.
Zdobył mistrzostwo ZSRR w sztafecie 4 × 100 metrów w 1948 i 1952, wicemistrz w biegu na 100 metrów w 1948, 1952 i 1954, w biegu na 200 metrów w 1948 i w sztafecie 4 × 100 metrów w 1954, brązowy medalista w biegu na 100 metrów w 1949, 1950 i 1953 oraz w biegu na 200 metrów w 1954.
W 1957 otrzymał tytuł Zasłużonego Mistrza Sportu ZSRR.

## Rekordy  życiowe
Miał następujące rekordy życiowe:
- Bieg na 100 metrów – 10,3 s (21 września 1952, Tbilisi)
- Bieg na 200 metrów – 21,4 s (1952)